# Mabel Philipson

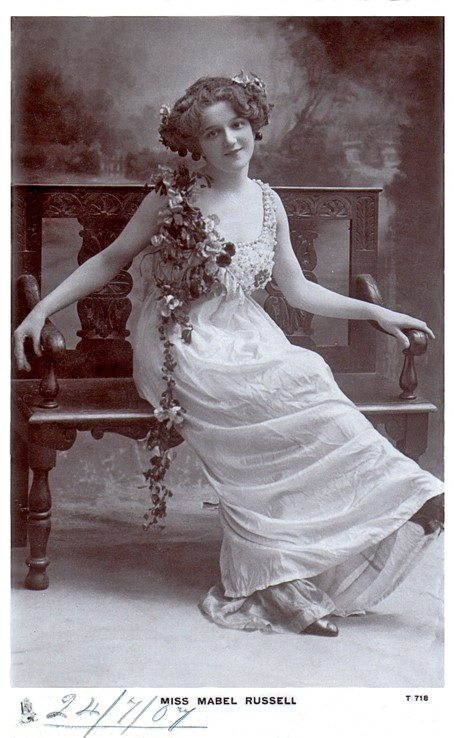
Mabel Russell, 1907

Mabel Philipson, geborene Russell, in erster Ehe verheiratete Rhodes (* 2. Januar 1886 in Peckham, London Borough of Southwark, London; † 9. Januar 1951 in Brighton, Sussex), war eine englisch-britische Schauspielerin, Politikerin und Mitglied im House of Commons. Nachdem sie in mehreren Stücken in London mitgewirkt hatte, verließ Philipson die Schauspielerei und heiratete 1917 Hilton Philipson. Ihr Mann kandidierte bei den Parlamentswahlen 1922 im Wahlkreis Berwick-upon-Tweed für die National Liberal Party, und obwohl er erfolgreich war, wurde das Ergebnis für ungültig erklärt und er für sieben Jahre von weiteren Kandidaturen ausgeschlossen. Bei den darauf folgenden Nachwahlen im Jahr 1923 kandidierte Philipson für die Konservative Partei und erhielt eine größere Mehrheit als ihr Mann. Damit war sie die dritte Frau, die einen Sitz im Unterhaus erhielt, nachdem dies 1918 gesetzlich möglich geworden war.

## Leben
Philipson wurde als ältestes von drei Kindern von Albert Russell, einem Handelsvertreter aus Birmingham, und Alice Russell (geborene Shaw), einer Schneiderin, geboren. Aufgrund der Reisetätigkeit ihres Vaters half Philipson bei der Erziehung ihrer Geschwister, als ihre Mutter 1898 starb.

### Schauspielkarriere
Nach ihrem Schulabschluss fand Philipson Arbeit an der Kasse eines Theaters in Clapham Junction, bevor sie eine Rolle in einem Theaterstück übernahm. Sie war die Zweitbesetzung für eine Pantomimen-Hauptdarstellerin und übernahm die Rolle, als die Hauptdarstellerin krank wurde. Dieser Durchbruch führte zu einer Reihe weiterer Rollen, zunächst als Gaiety Girl am Londoner Gaiety Theatre, wo sie dann eine Rolle im Musical Havanna erhielt, bevor sie die Rolle der „Fifi“ in der 1907 in London uraufgeführten Produktion von Lehárs The Merry Widow übernahm. 1913 übernahm Philipson eine Rolle in dem Drama Within The Law. Sie wurde für die Rolle der „Eliza Doolittle“ in Pygmalion in Betracht gezogen, konnte diese aber aufgrund vertraglicher Verpflichtungen nicht übernehmen. Stattdessen spielte sie 1916 die triumphale Hauptrolle in dem von Frank Curzon und Gerald du Maurier produzierten Theaterstück London Pride, das positive Kritiken erhielt.
1916 beschloss Philipson, eine Pause von der Schauspielerei einzulegen, und gab diese 1917 auf, als sie ihren zweiten Ehemann, Hilton Philipson, heiratete. Im Jahr 1925 kehrte sie jedoch zur Schauspielerei zurück und spielte in einem mitternächtlichen Benefizkonzert für das Middlesex Hospital und erneut in einer Musical-Version von The Beloved Vagabond während der Parlamentsferien 1927. Für diese Rollen verwendete sie weiter ihren Mädchennamen „Mabel Russell“.
Nachdem sie sich 1929 aus der Politik zurückgezogen hatte, kehrte Philipson zu ihrer Schauspielkarriere zurück und spielte eine bedeutende Filmrolle in Tilly of Bloomsbury. Während der Einspielung bezeichnete sie den Regisseur zu dessen Überraschung regelmäßig als „Mr. Speaker“. Philipsons letzter Auftritt war eine Rolle in Other People’s Lives im Jahr 1933 am Wyndham’s Theatre.

### Politikerin

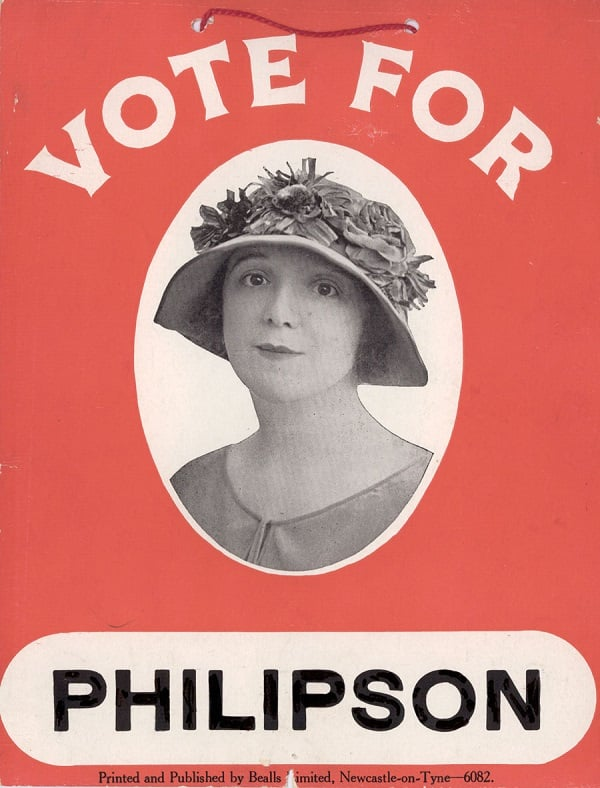
„Vote for Philipson“-Plakat für die Wahlen 1923

Hilton Philipson wurde bei den Parlamentswahlen 1922 als Abgeordneter der National Liberal Party für den Wahlkreis in Berwick-upon-Tweed gewählt. Er wurde jedoch 1923 aufgrund von Verstößen gegen die Wahlkampfregeln, in die sein Agent verwickelt war, auf Antrag abgesetzt. Obwohl er persönlich entlastet wurde, durfte er sieben Jahre lang nicht mehr in diesem Wahlkreis kandidieren. Philipson erklärte sich bereit, bei der darauf folgenden Nachwahl zu kandidieren, allerdings nur für die Conservative Party. Philipson galt als natürliche Wahlkämpferin, die die Presse umwarb, Küsse in die Menge warf und Autogramme gab. Sie war schlagfertig im Umgang mit Zwischenrufen, und ihre Theaterausbildung machte sie zu einer ausgezeichneten Rednerin, so dass sie auch nach ihrer Wahl weiterhin auf politischen Kundgebungen sprach. Philipson war auch oft in den ärmeren Gegenden von Berwick unterwegs und holte Bürger für Pressefotos zu sich.
Bei den Nachwahlen traten gegen Philipson Harold Burge Robson für die Liberal Party und Gilbert Oliver für die Labour Party an. Das Interesse an den Reden der Kandidaten war groß, so dass der Bürgermeister die Stufen des Rathauses an verschiedenen Abenden den einzelnen Parteien zuweisen musste. Philipson gewann die Nachwahl und übernahm den Sitz, den die Liberal Party seit Neuverteilung der Sitze von 1885 (Redistribution of Seats Act 1885) 37 Jahre lang innehatte. Ihre Mehrheit betrug über 6000 Stimmen und war damit absolut größer als die ihres Mannes im Jahr zuvor. Der Dundee Courier & Argus führte ihren Erfolg auf „lokale Gegebenheiten, Sympathie mit Kapitän Philipson und Unmut über seine Abwahl“ zurück, während sie selbst ihn auf die Unterstützung von Frauen und ehemaligen Soldaten zurückführte.
Bei der Bekanntgabe der Ergebnisse am 31. Mai 1922 waren Tausende von Menschen anwesend, die trotz der Appelle des High Sheriffs, während der Bekanntgabe der Zahlen ruhig zu bleiben, begeistert jubelten. Philipson konnte nach dem Ergebnis nicht sprechen, da sie sich während des Wahlkampfs Halsschmerzen zugezogen hatte, und wurde von sechs Leibwächtern der Polizei zu den Räumen des Wahlkomitees der Konservativen eskortiert, wo sie am Fenster erschien und ihr Ehemann sich in ihrem Namen bedankte. Philipson wurde dann durch die Menschenmenge zu ihrem Hotel eskortiert, wurde aber versehentlich von einem Polizisten mit dem Ellbogen gestoßen, als sie versuchte, sich einen Durchgang zu verschaffen, und erlitt dabei ein blaues Auge. Die Zeitung veröffentlichte einen Limerick zu Philipsons Sieg:

„Though wearing a different label

Than her husband –  she's proved just as able;

and as Berwick’s M.P.

Soon we all hope to see

In the House a "Big Part" – played by Mabel!“

Am 7. Juni 1923 wurde Philipson die dritte Frau, die einen Sitz im Parlament einnahm, fast fünf Jahre nachdem der Parliament (Qualification of Women) Act 1918 in Kraft getreten war. Als sie das Unterhaus zum ersten Mal betrat, wurde sie von den Abgeordneten beider Seiten umringt, die ihr gratulierten. Da die laufende Debatte noch nicht abgeschlossen war, musste der Speaker das Haus aktiv zur Ordnung rufen. Philipson unterzeichnete die Anwesenheitsliste, schüttelte die Hand des Speakers und setzte sich dann zu den beiden anderen Frauen im Parlament, um ein längeres Gespräch zu führen. Die Tribüne war voller Damen, die Philipson dabei beobachteten, wie sie ihren Platz einnahm. Während der Unterzeichnung gab es einige Kommentare von anderen Abgeordneten, die angeblich gut gelaunt waren, darunter der Ruf „Kopf hoch, Mabel“, ein sarkastisches „Good old National Liberals“ oder die Bemerkung, dass Nancy Astor bald „arbeitslos“ sein würde. Die drei weiblichen Abgeordneten, Margaret Wintringham, Astor und Philipson, wurden in einem weiteren Limerick „Sobriety, Propriety, and Variety“  genannt:

„"Lady Astor, MP for sobriety,

Mrs Wintringham; She’s for propriety,

Now Berwick-on-Tweed

With all speed has decreed,

Mrs Phillipson wins – for Variety"“

Während ihrer Zeit im Parlament interessierte sich Philipson besonders für die Bereiche Wohnungsbau, Landwirtschaft, Säuglingsfürsorge und Frauenfragen. Obwohl die Frauen der Periode mehr durchschnittliche Redezeit als die männlichen Abgeordneten hatten, mochte Philipson selbst keine parlamentarischen Reden halten und konzentrierte sich stattdessen auf ihren Wahlkreis und die Arbeit in den Ausschüssen. Sie gehörte dem Joint Select Committee für das Gesetz über die Vormundschaft für Säuglinge (Guardianship of Infants Bill) von 1923 an. 1925 wurde sie Mitglied des Luftfahrtsausschusses.
Im Jahr 1924 gehörte Philipson als einzige Frau zu einer parlamentarischen Delegation nach Italien. Dort traf sie Papst Pius XI. und Benito Mussolini. Mussolini hatte sich zuvor amüsiert über die Idee von Frauen im Parlament geäußert und Philipson als „La bella Russell“ bezeichnet.
Im Jahr 1927 setzte sich Philipson für eine strengere Regulierung von Pflegeheimen ein, und als sie Gelegenheit zur prioritären Vorlage eines Gesetzentwurfs im Rahmen des Private member's bill-Verfahrens bekam, entschied sie sich für den Nursing Homes Registration Act 1927, der die Registrierung von Pflegeheimen vorschrieb und sicherstellte, dass diese regelmäßig inspiziert wurden.
Außerhalb des Parlaments war sie 1927 Vizepräsidentin der Electric Association for Women, Mitglied der Women’s Engineering Society und Aufsichtsrätin auf Lebenszeit des Middlesex Hospital.

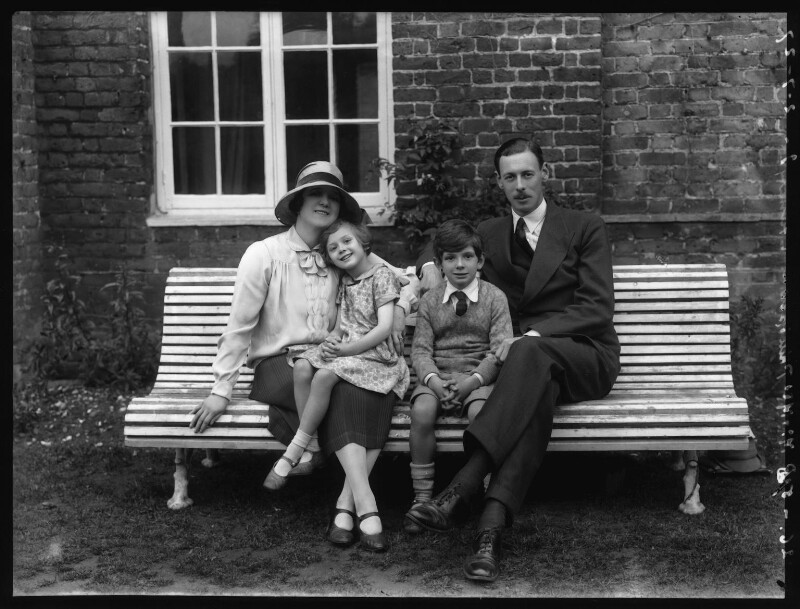
Familie Philipson, 1927

Während ihrer gesamten Amtszeit vertrat Philipson die Ansicht, dass sie ihren Sitz so lange innehaben würde, bis ihr Mann zurückkehren könnte, und sie würde erst dann zurücktreten, wenn er an ihrer Stelle in Frage käme. Ihr Mann räumte 1924 ein, dass sie sich eigentlich auf ihre Mutterrolle konzentrieren wolle, aber sie blieb im Parlament, bis sie 1928 ihren Rücktritt bekannt gab. Philipson nannte ihre junge Familie als einen der Hauptgründe für ihr Ausscheiden, aber auch, dass ihr Mann beschlossen hatte, sich aufgrund der Auswirkungen der Kohlestreitigkeiten und den Folgekosten seiner Abwahl aus der Politik zurückzuziehen und sich auf seine Arbeit in der Wirtschaft zu konzentrieren. Philipsons eigenes Resümee lautete: „Der Grund, warum ich den Sitz innehatte, hat aufgehört zu existieren“.

### Persönliches
Im Februar 1911 heiratete Philipson Thomas Stanley Rhodes, den Neffen von Cecil Rhodes. Weniger als sechs Monate später, im August, verunglückte Stanley Rhodes bei einem Autounfall in der Nähe der Brooklands-Rennstrecke tödlich. Philipson wurde bei demselben Unfall ebenfalls verletzt und verlor ihr Augenlicht auf einem Auge.
Im Jahr 1917 heiratete sie Hilton Philipson, damals Leutnant der Scots Guards, und bekam drei Kinder, Zwillingssöhne und eine Tochter. Einer der Söhne starb kurz nach der Geburt. Hilton Philipson verließ die Scots Guards als Hauptmann und wurde Direktor der North Eastern Railway Company. Er  starb 1941 im Alter von 48 Jahren in Vale Royal Abbey in Cheshire. Philipson selbst starb 1951 in einem Pflegeheim in Brighton.

## Filmografie (Auswahl)
- Sons of Martha (1907)[27]
- Masks and Faces (1917)[27]
- Tilly of Bloomsbury (1931)[27]